# 급제선생안
급제선생안(及第先生案)은 대한민국 제주특별자치도 제주시에 있는, 조선시대 무과에 급제한 사람의 이름을 기록한 명부이다. 1991년 6월 4일 제주특별자치도의 유형문화재 제12호로 지정되었다.

## 개요
조선시대 무과에 급제한 사람의 이름을 기록한 명부이다.
숙종 46년(1720)에 김여강, 김우천, 양유성 등에 의하여 처음으로 만들어졌다. 내용은 서문, 절목, 명단의 순으로 기록되어 있다. 서문은 효종 9년(1658)에 무술방(戊戌榜:과거 합격자로서 아직 임관되지 않은 사람)출신인 이기발이 썼고, 명단은 명종 13년(1558) 무오방부터 총 338명의 급제한 사람의 이름과 급제한 해의 간지(干支)가 기록되어 있다. 또한 명단은 후대로 가면서 여러 사람이 계속하여 추가로 기록한 것으로 보인다.

## 참고 자료
- 급제선생안 - 국가유산청 국가유산포털